# 玛丽亚·伊莎贝尔·马丁内斯
玛丽亚·伊莎贝尔·马丁内斯（西班牙語：María Isabel Martínez，1967年10月16日—），西班牙女子曲棍球运动员。她曾代表西班牙国家队参加1992年夏季奥林匹克运动会曲棍球比赛，获得一枚金牌。